# HMAS Parramatta (FFH 154)
Pour les articles homonymes, voir HMAS Parramatta.
Le HMAS Parramatta (FFH 154) est une frégate de classe Anzac de la Royal Australian Navy (RAN). L’un des dix navires de guerre construits pour la RAN et la Royal New Zealand Navy (RNZN) sur la base de la conception MEKO 200, le HMAS Parramatta a été mis en chantier en 1999, lancé en 2003 et mis en service dans la RAN en 2003. Au cours de sa carrière, la frégate a été déployée au Moyen-Orient à plusieurs reprises. Au début de l’année 2015, le HMAS Parramatta a été immobilisé pour subir une mise à niveau de sa défense antimissile antinavire (ASMD). Il a terminé ces améliorations en avril 2016.

## Conception et construction
L’origine de la classe Anzac est le plan de la RAN visant à remplacer les six destroyers d’escorte de classe River par une frégate de patrouille de capacité moyenne,,. L’industrie australienne de la construction navale était considérée comme incapable de concevoir des navires de guerre, alors la RAN a décidé de prendre une conception étrangère éprouvée et de la modifier,. À peu près à la même époque, la Royal New Zealand Navy (RNZN) cherchait à remplacer ses quatre frégates de classe Leander. Une détérioration des relations entre la Nouvelle-Zélande et les États-Unis, la nécessité d’améliorer les alliances avec les pays voisins et les points communs entre les exigences des navires de la RAN et de la RNZN ont conduit les deux nations à commencer à collaborer en 1987 en vue de l’acquisition des nouveaux navires,. Un appel d'offres a été lancé par l’Anzac Ship Project à la fin de 1986, avec 12 modèles de navires (dont un dirigeable) proposés,. En août 1987, les candidats de l’appel d’offres ont été réduits à la conception MEKO 200 de Blohm + Voss, à la classe M (plus tard classe Karel Doorman) proposée par Royal Schelde et à une frégate de type 23 de taille réduite proposée par Yarrow Shipbuilders,. En 1989, le gouvernement australien a annoncé que le constructeur naval AMECON basé à Melbourne (qui est devenu Tenix Defence) construirait le modèle MEKO 200 modifié,,. Les Australiens commandèrent huit navires, tandis que la Nouvelle-Zélande en commanda deux, avec une option non exercée pour deux autres,.
Les frégates de classe Anzac sont basées sur les frégates MEKO 200 PN (ou classe Vasco da Gama) de Blohm + Voss, modifiées pour répondre aux spécifications australiennes et néo-zélandaises et pour maximiser l’utilisation d’équipements construits localement,. Chaque frégate a un déplacement de 3600 tonnes à pleine charge. Les navires mesurent 109 mètres de long à la ligne de flottaison et 118 mètres de longueur hors tout, avec une largeur de 14,8 mètres et un tirant d'eau de 4,35 mètres à pleine charge. La propulsion est de type diesel ou gaz combinés (CODOG), avec une turbine à gaz General Electric LM2500-30 de 30172 ch (22499 kW) et deux moteurs diesel MTU 12V1163 TB83 de 8840 ch (6590 kW) entraînant deux hélices à pas variable,. La vitesse maximale est de 27 nœuds (50 km/h) et le rayon d'action maximal est de plus de 6000 milles marins (11000 km) à 18 nœuds (33 km/h). Les navires sont environ 50 % plus grands que les autres modèles MEKO 200,,. L’équipage standard d’une frégate de classe Anzac se compose de 22 officiers et 141 marins.
Lors de la conception, l’armement principal des frégates était un canon de 5 pouces/54 calibres Mark 45, complété par un système de lancement vertical Mark 41 à huit cellules pour les missiles RIM-7 Sea Sparrow ou RIM-162 Evolved Sea Sparrow, deux mitrailleuses de 12,7 millimètres (.50 pouce) et deux ensembles de tubes lance-torpilles triples Mark 32, tirant initialement des torpilles Mark 46, mais plus tard mis à niveau pour utiliser la torpille MU90 Impact,,. Ils ont également été conçus pour, mais non dotés immédiatement, d’un système d'arme rapproché de deux Mini Typhoon, installés si nécessaire à partir de 2005, deux lanceurs de missiles antinavires Harpoon à quatre tubes (qui ont été installés sur les navires de la RAN à partir de 2005), et un deuxième lanceur Mark 41 (qui n’a pas été ajouté),,. Les frégates Anzac australiennes utilisent un hélicoptère Sikorsky S-70B-2 Seahawk. Les plans pour les remplacer par des Kaman SH-2G Super Seasprite ont été annulés en 2008 en raison de problèmes persistants,,.

## Histoire opérationnelle
Le HMAS Parramatta a été mis en chantier le 24 avril 1999 à Williamstown, dans l’État de Victoria. Le navire a été assemblé à partir de six modules de coque et de six modules de superstructure. Les modules de superstructure ont été fabriqués à Whangarei, en Nouvelle-Zélande, et les modules de coque ont été construits à Williamstown et à Newcastle, en Nouvelle-Galles du Sud, avec une intégration finale à Williamstown. Il a été lancé le 17 juin 2000. Le HMAS Parramatta a été mis en service dans la RAN le 4 octobre 2003.
En 2005, le HMAS Parramatta a été envoyé pour un service de six mois dans le golfe Persique dans le cadre de l’opération Catalyst, retournant à Sydney le 13 avril 2006. Le HMAS Parramatta et le HMAS Newcastle ont été les premiers navires de la RAN à être équipés de deux mitrailleuses M2HB de calibre .50 dans des affûts Mini Typhoon. Il s’agit désormais d’un armement standard qui est adopté sur toutes les frégates de la RAN déployées dans le golfe Persique. Au cours de sa période de déploiement, son équipage a effectué 186 arraisonnements de navires et patrouilles de sécurité, et a participé à la formation d’autres navires de la coalition militaire en Irak. Le HMAS Parramatta a reçu la Meritorious Unit Citation en 2007 pour ses efforts et sa conduite lors de ce déploiement.
En décembre 2011, alors qu’il était déployé au Moyen-Orient, le HMAS Parramatta a fourni du carburant et de la nourriture à un boutre iranien à la dérive au large du Yémen.

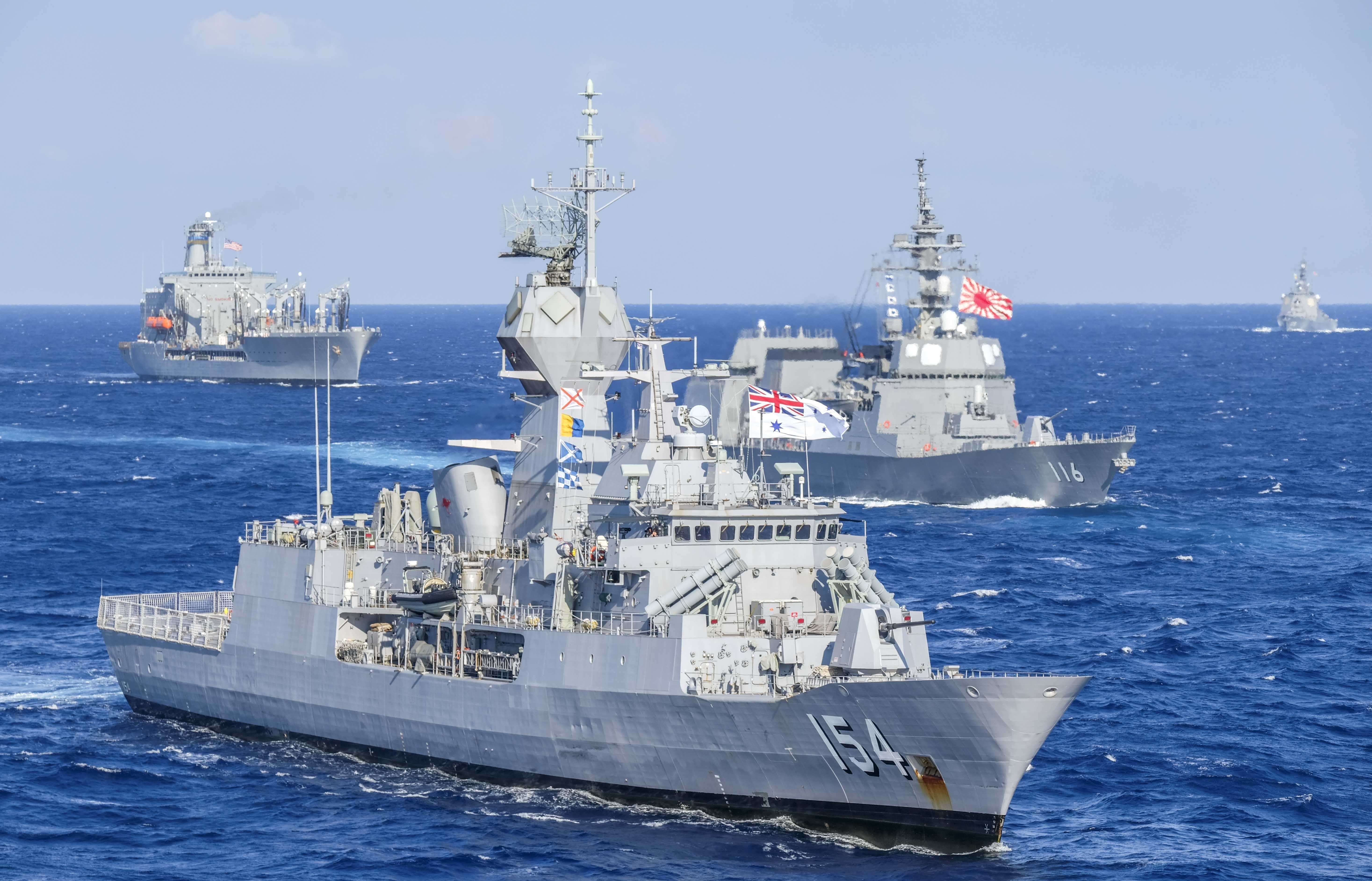
Le HMAS Parramatta naviguant en formation avec des navires japonais et américains en 2019

En octobre 2013, le HMAS Parramatta a participé à l’International Fleet Review 2013 à Sydney.
En novembre 2014, le HMAS Parramatta et son sister-ship le HMAS Stuart (FFH 153) ont été déployés pour observer une force navale russe opérant dans les eaux internationales au large de l’Australie lors du sommet du G20 de 2014 à Brisbane. On pensait que le déploiement russe était une réponse aux relations récentes troublées entre les deux nations.
Le HMAS Parramatta a été immobilisé en mars 2015 pour subir la mise à niveau de sa défense antimissile antinavire (ASMD). La mise à niveau comprenait l’installation de nouveaux mâts de radars à réseau phasé CEAFAR et CEAMOUNT de CEA Technologies, d’un système de recherche et de poursuite infrarouge Vampir NG et de systèmes de radar de navigation Sharpeye, ainsi que des améliorations de l’équipement et de l’aménagement du central opérations. La mise à niveau a été achevée en avril 2016 et le HMAS Parramatta a rejoint la flotte en juillet.
À la fin de l’année 2019, la frégate a pris part aux efforts visant à faire appliquer des sanctions contre la Corée du Nord dans le cadre de l’opération Argos.